# Henrik Petersson
Henrik Petersson, född 1973 i Uppsala, är en svensk matematiker och författare. Han är docent vid Chalmers tekniska högskola och arbetar som lektor i matematik på Hvitfeldtska gymnasiet i Göteborg. Parallellt med sin undervisning på Hvitfeldtska gymnasiet bedriver han också en nätbaserad kurs för matematikintresserade högstadieelever.

## Biografi
Henrik Petersson disputerade för filosofie doktorsexamen i matematik år 2001. År 2010 avlade han gymnasielärarexamen.
Mellan 2005 och 2008 publicerade Petersson 12 olika forskningsarbeten och texter inom matematik. Han forskade primärt på linjär dynamik och operatorteori med funktionsteoretiska tillämpningar.
Peterssons bok Problemlösningens grunder gavs 2013 och används aktivt i undervisningen  på Hvitfeldtska gymnasiet. År 2019 publicerade Petersson två nya böcker med titlarna Avancera I och Avancera II.